# 雷纳托·瑟拉尼
雷纳托·瑟拉尼（義大利語：Renato Sellani，1926年1月8日—2014年10月31日），意大利安科纳省塞尼加利亚人，是一名意大利爵士乐钢琴家和作曲家。
他曾经与查特·贝克、比利·哈乐黛、迪兹·吉莱斯皮、李·柯尼兹、比尔·科尔曼、杰瑞·穆勒根、恩里科·拉瓦、托尼·斯科特等人合作。
2014年10月31日，他于意大利米兰去世，享年88岁。